# Markova špilja
Markova špilja je prapovijesno nalazište na krajnjem sjeverozapadnom dijelu otoka Hvara. Debljina kulturnoga sloja iznosi oko 13 m, a sadržava nalaze (keramika, nakit, životinjska plastika) iz neolitika, eneolitika, brončanog i željeznoga doba, te iz doba grčke kolonizacije i rimske vladavine. Sudeći prema nalazima, špilja je najčešće bila nastavana tijekom neolitika dok se u ostalim razdobljima u njoj rjeđe boravilo. Prevladavaju ulomci ranoneolitičke impresso-keramike, ukrašeni raznovrsnim otiscima, osobito onima s pomoću školjke iz roda Cardium, dok su rjeđi nalazi iz srednjega i kasnog neolitika (oslikana keramika danilske i hvarske kulture). Postoje i nalazi iz vremena grčke kolonizacije i rimske vladavine.
Arheološko nalazište je zaštićeno kulturno dobro.
Vrijeme nastanka nalazišta je od 7. do 5. st. pr. Kr. Markova špilja nalazi se na predjelu Pelegrin, šumovitom zapadnom dijelu otoka Hvara, oko 3,5 km udaljena od grada Hvara. Glavna os špilje ide u smjeru sjeverozapad-jugoistok dužine oko 31,20 m te dubine 14 m, s tim da se istraživanjem nije došlo do dna špilje. Grga Novak sustavno je istraživao špilju, s manjim prekidima, od 1956. do 1978. godine. Arheološki slojevi nižu se od rimskog vremena do starijeg neolitika, što je vremenski raspon od 6500 godina prije Krista do oko 500 poslije Krista. Kulturni sloj Markove špilje je za gotovo dva i pol tisućljeća stariji od onoga u Grapčevoj špilji podno mjesta Huma na otoku Hvaru. U slojevima hvarske kulture nađene su velike količine urezane i obojene keramike te ulomci obrednih posuda „rhytona“. Također su pronađeni i ulomci keramike tipa „Ripoli“, poznate srednjoitalske neolitičke kulture koju karakterizira slikani kras. U dubljim slojevima Markova špilja sačuvala je tragove najstarijeg neolitika na Jadranu, jer su u njima pronađeni keramički artefakti koji pripadaju tzv. Impresso kulturnoj skupini. U Markovoj špilji pronađena je jedinstvena skulpturica, keramička glava ovna, jedina skulptura te vrste na našim neolitičkim nalazištima. Osim keramičkog materijala pronađena je značajna količina kremenog oružja i oruđa te predmeta od opsidijana kao i veliki broj koštanih ostataka uglavnom životinjskog podrijetla. Uz Grapčevu špilju i Pokrivenik, Markova špilja je neiscrpan izvor informacija o životu i kulturi najstarijih stanovnika otoka Hvara.
Pod oznakom Z-5794 zavedena je kao nepokretno kulturno dobro - pojedinačno, pravna statusa zaštićena kulturnog dobra, klasificirano kao "arheološka baština ".